# Taurotagus similis
Taurotagus similis là một loài bọ cánh cứng trong họ Cerambycidae.